# Dry As a Bone
Dry As a Bone — второй мини-альбом американской гранж-группы Green River, выпущенный в июле 1987 года на лейбле Sub Pop. В 1990 году все песни с альбома были также выпущены на сборнике Dry As a Bone/Rehab Doll.

## Список композиций
1. «This Town» — 3:23
2. «P.C.C.» — 3:44
3. «Ozzie» — 3:11
4. «Unwind» — 4:42
5. «Baby Takes» — 4:24

## Принимали участие в записи
- Джеф Амент — бас-гитара
- Марк Арм — вокал
- Брюс Фейрвезер — гитара
- Стоун Госсард — гитара
- Алекс Винсент — барабаны